# Crossaster borealis
Crossaster borealis är en sjöstjärneart som beskrevs av Fisher 1906. Crossaster borealis ingår i släktet Crossaster och familjen solsjöstjärnor.

## Underarter
Arten delas in i följande underarter:
- C. b. ochotensis
- C. b. borealis